# Келсі Греммер
А́ллен Ке́лсі Гре́ммер (англ. Allen Kelsey Grammer; нар. 21 лютого 1955, Шарлотта-Амалія, Сент-Томас, Американські Віргінські Острови) — американський актор кіно і телебачення, вісім разів номінований на «Золотий глобус» та чотирнадцять — на «Еммі». Більш за все відомий виконанням ролі доктора Фрейзера Крейна в американських ситкомах «Будьмо» та «Фрейзер».

## Фільмографія

### Фільми
| Рік  |    | Українська назва                     | Оригінальна назва                    | Роль                       |
| ---- | -- | ------------------------------------ | ------------------------------------ | -------------------------- |
| 1982 | тф | Макбет                               | Macbeth                              | Леннокс                    |
| 1983 | ф  | Воєнні ігри                          | WarGames                             | агент ФБР                  |
| 1988 | тф | Танці до світанку                    | Dance 'til Dawn                      | Ед Стралл                  |
| 1992 | ф  |                                      | Galaxies Are Colliding               | Пітер                      |
| 1996 | ф  | Прибрати перископ                    | Down Periscope                       | Томас Додж                 |
| 1997 | мф | Анастасія                            | Anastasia                            | Влад (голос)               |
| 1998 | ф  | Справжній Говард Шпіц                | The Real Howard Spitz                | Говард Шпіц                |
| 1998 | тф | Війни Пентагону                      | The Pentagon Wars                    | генерал Партрідж           |
| 1999 | тф | Колгосп тварин                       | Animal Farm                          | Сніжок (голос)             |
| 1999 | мф | Барток Пречудовий                    | Bartok the Magnificent               | Зозі (голос)               |
| 1999 | мф | Історія іграшок 2                    | Toy Story 2                          | Смердюк Піт (голос)        |
| 1999 | мф | Одного разу під Різдво               | Mickey's Once Upon a Christmas       | оповідач                   |
| 2001 | ф  | 15 хвилин                            | 15 Minutes                           | Роберт Хокінс              |
| 2001 | ф  | Прибульці в Америці                  | Just Visiting                        | оповідач                   |
| 2002 | тф |                                      | Mr. St. Nick                         | Нік Ніколас                |
| 2003 | тф | Бенедикт Арнольд: Питання чест       | Benedict Arnold: A Question of Honor | Джордж Вашингтон           |
| 2003 | ф  | Велика порожнеча                     | The Big Empty                        | агент Бенкс                |
| 2004 | мф | Улюбленець учителя                   | Teacher's Pet                        | доктор Айван Кранк (голос) |
| 2004 | тф | Різдвяна пісня                       | A Christmas Carol                    | Ебенезер Скрудж            |
| 2006 | ф  | Навіть гроші                         | Even Money                           | детектив Бруннер           |
| 2006 | ф  | Люди Ікс: Остання битва              | X-Men: The Last Stand                | Генк МакКой / Звір         |
| 2008 | ф  | На тверезу голову                    | Swing Vote                           | Ендрю Бун                  |
| 2008 | ф  | Американська казка                   | An American Carol                    | Джордж Сміт Паттон         |
| 2009 | ф  | Посередники                          | Middle Men                           | Френк Гріффін              |
| 2009 | ф  | Слава                                | Fame                                 | містер Мартін Кленстон     |
| 2010 | ф  | Божевільний на свободі               | Crazy on the Outside                 | Френк                      |
| 2011 | ф  | Я не знаю, як вона це робить         | I Don't Know How She Does It         | Кларк Купер                |
| 2013 | мф | Легенди країни Оз: Повернення Дороті | Legends of Oz: Dorothy's Return      | Залізний Дроворуб (голос)  |
| 2014 | ф  | Люди Ікс: Дні минулого майбутнього   | X-Men: Days of Future Past           | Генк МакКой / Звір         |
| 2014 | ф  | Нестримні 3                          | The Expendables 3                    | Бонапарт                   |
| 2014 | ф  | Трансформери: Час вимирання          | Transformers: Age of Extinction      | Гарольд Аттінгер           |
| 2015 | ф  | Антураж                              | Entourage                            | камео                      |
| 2015 | тф | Вбивство Ісуса                       | Killing Jesus                        | Ірод                       |
| 2016 | ф  | Сусіди 2                             | Neighbors 2: Sorority Rising         | містер Робек               |
| 2016 | мф | Лелеки                               | Storks                               | Хантер (голос)             |
| 2017 | мф | Баньян і малюк                       | Bunyan and Babe                      | Норман Блендсфорд (голос)  |
| 2018 | ф  | 7 хранителів гробниці                | Guardians of the Tomb                | Мейсон                     |
| 2019 | ф  | Острів Гранд-Айл                     | Grand Isle                           | детектив Джонс             |
| 2020 | ф  | Грошовий літак                       | Money Plane                          | Рамбл                      |
| 2023 | ф  | Марвели                              | The Marvels                          | Генк МакКой / Звір         |
| 2023 | ф  |                                      | Jesus Revolution                     | Чак Сміт                   |
| 2024 | ф  |                                      | Wanted Man                           | Бріннер                    |
| 2026 | ф  | Месники: Судний день                 | Avengers: Doomsday                   | Генк МакКой / Звір         |

### Серіали
| Рік       |    | Українська назва                  | Оригінальна назва              | Роль                                                                       |
| --------- | -- | --------------------------------- | ------------------------------ | -------------------------------------------------------------------------- |
| 1979      | с  |                                   | Ryan's Hope                    | офіціант (Епізод: "#1.1051")                                               |
| 1983      | с  |                                   | Kennedy                        | Стівен Сміт (5 епізодів)                                                   |
| 1984—1993 | с  | Будьмо                            | Cheers                         | доктор Фрейзер Крейн (203 епізоди)                                         |
| 1990      | с  | Шоу Трейсі Ульман                 | The Tracey Ullman Show         | містер Бренна (Епізод: "Maria and the Mister")                             |
| 1990—2022 | мс | Сімпсони                          | The Simpsons                   | Другий Номер Боб (голос, 23 епізоди)                                       |
| 1991      | с  | Суботнього вечора в прямому ефірі | Saturday Night Live            | у ролі самого себе (Епізод: "Kirstie Alley/Tom Petty & The Heartbreakers") |
| 1992      | с  | Зоряний шлях: Наступне покоління  | Star Trek: The Next Generation | капітан Морган Бейтсон (Епізод: ""Cause and Effect")                       |
| 1993—2004 | с  | Фрейзер                           | Frasier                        | доктор Фрейзер Крейн (264 епізоди)                                         |
| 1994      | с  | Суботнього вечора в прямому ефірі | Saturday Night Live            | у ролі самого себе (Епізод: "Kelsey Grammer/Dwight Yoakam")                |
| 1998      | с  | Журнал мод                        | Just Shoot Me!                 | оповідач (Епізод: "How the Finch Stole Christmas")                         |
| 1998      | с  | Суботнього вечора в прямому ефірі | Saturday Night Live            | у ролі самого себе (Епізод: "Kelsey Grammer/Sheryl Crow")                  |
| 2003      | мс |                                   | Gary the Rat                   | Гері Ендрюс (голос, 13 епізодів)                                           |
| 2006      | с  | Медіум                            | Medium                         | Боб Шерман / Янгол смерті (Епізод: "Death Takes a Policy")                 |
| 2010      | с  | Мисливці за монстрами             | The Troop                      | доктор Краніус (Епізод: "Do Not Talk to Dr. Cranius")                      |
| 2010—2012 | с  | 30 потрясінь                      | 30 Rock                        | у ролі самого себе (3 епізоди)                                             |
| 2011—2012 | с  | Бос                               | Boss                           | Том Кейн (18 епізодів)                                                     |
| 2014      | с  | Партнери                          | Partners                       | Аллен Бреддок (10 епізодів)                                                |
| 2016      | с  | Незламна Кіммі Шмідт              | Unbreakable Kimmy Schmidt      | у ролі самого себе (Епізод: "Kimmy Kidnaps Gretchen!")                     |
| 2016—2017 | с  | Останній магнат                   | The Last Tycoon                | Пет Брейді (9 епізодів)                                                    |
| 2017      | с  | Американська сімейка              | Modern Family                  | Кейф (Епізод: "Ringmaster Keifth")                                         |
| 2019      | с  | Доведена невинність               | Proven Innocent                | Гор Беллоуз (13 епізодів)                                                  |
| 2023—2024 | с  | Фрейзер                           | Frasier                        | доктор Фрейзер Крейн (20 епізодів)                                         |